# Jarud (dialeto)
O jarud (jarud aman ayalγu, ᠵᠠᠷᠤᠳ ᠠᠮᠠᠨ ᠠᠶᠠᠯᠭᠤ) é um dialeto da língua mongol falado por cerca de 90 mil pessoas em Jarud, na Mongólia Interior, na China.

## Escrita
A língua usa a escrita mongol com 36 letras.

## Fonologia
As tabelas apresentam os fonemas do jarud, as vogais e as consoantes.

### Vogais
|         | Anterior    | Central | Posterior |
| ------- | ----------- | ------- | --------- |
| Fechada | i [i]       |         | ʊ [ʊ]     |
| Medial  | u [ʉ]       | ə [ə]   | o [ɵ]     |
| Aberta  | ɛ [ɛ] œ [œ] | a [ɑ]   | ɔ [ɔ]     |

- As vogais têm também formas longas.

### Consoantes
|           |           | Bilabial | Dental | Lateral | Palatal | Velar |
| --------- | --------- | -------- | ------ | ------- | ------- | ----- |
| Oclusiva  | Surda     | b [b̥]    | d [d̥]  |         |         | g [g̥] |
| Oclusiva  | Aspiração |          | t [tʰ] |         |         |       |
| Fricativa | Fricativa |          | s [s]  |         | ʃ [ʃ]   | x [x] |
| Africada  | Africada  |          |        |         | dʒ [d̥͡ʒ̥] |       |
| Nasal     | Nasal     | m [m]    | n [n]  |         |         | ŋ [ŋ] |
| Líquida   | Líquida   |          | r [r]  | l [l]   |         |       |
| Semivogal | Semivogal |          |        |         | j [j]   |       |